# Cuentos de la oficina
Cuentos de la oficina es un libro del escritor argentino Roberto Mariani. Fue publicado en 1925 por Editorial Claridad en una colección de obras de integrantes del Grupo de Boedo.

## La obra
Cuentos de la oficina está formado por siete cuentos protagonizados por personajes diferentes, pero que tienen en común el ser empleados de oficina. Seres que viven con el deseo de escapar a la monotonía y mediocridad de sus vidas, pero que se mantienen inertes, soportando la aplastante rutina de la oficina y la obediencia al jefe, para sobrevivir.
El libro comienza con “La balada de la oficina”, en la que Mariani emplea un tono irónico y poético. La obra es la mejor realizada por Mariani, que hace una precisa descripción del hombre de clase media que ve morir sus sueños de adolescencia para sumergirse en una existencia gris.El libro es uno de las más representativos del realismo social impulsado por el Grupo de Boedo.